# The Temple of Elemental Evil
The Temple of Elemental Evil: A classic Greyhawk Adventure (з англ. Храм стихійного зла) — випущена в 2003 році компанією Troika Games рольова відеогра, яка ґрунтується на сеттінгу Greyhawk 3.5 редакції Dungeons & Dragons.
Головною особливістю гри є гранично точне слідування настільним пригодницьким іграм і правилам D & D.

## Ігровий процес
На початку гри гравець створює партію (загін) з 5 персонажів. Надалі він може наймати тим чи іншим способом найманців, з якими потім доведеться ділитися здобиччю. Загін подорожує по локації в традиційному для cRPG стилі (лівий клік — вибір, правий — переміщення). Сутички переводять гру в покроковий режим, що розраховується відповідно до правил D & D.

## Оцінки
| Агрегатор    | Оцінка              |
| ------------ | ------------------- |
| GameRankings | 70,88 % (34 огляди) |
| Metacritic   | 71/100 (24 огляди)  |

| Видання        | Оцінка |
| -------------- | ------ |
| 1Up.com        | B-     |
| AllGame        | [ 5 ]  |
| GameRevolution | C-     |
| GameSpot       | 7.9/10 |
| GameSpy        | [ 8 ]  |
| IGN            | 7.5/10 |

| Видання     | Оцінка |
| ----------- | ------ |
| Домашний ПК | [ 10 ] |